# Naturschutzgebiet Warnie Bagno
Das Naturschutzgebiet Warnie Bagno (polnisch Rezerwat przyrody Warnie Bagno, deutsch etwa Naturschutzgebiet Moor Warnino), geschaffen durch die Verordnung Nr. 21/2005 der Woiwodschaft Westpommern, liegt im Powiat Koszalin (Landkreis Köslin), 1,5 km nördlich von Warnino (Warnin) und 2,5 km südwestlich von Wierzchomino (Varchmin).

## Geographie
Das Naturschutzgebiet nimmt eine Fläche von 520,21 Hektar ein. Historisch hieß das Gebiet auf Deutsch Großes Torfmoor.
Im Norden des Naturschutzgebiets befindet sich auf einem etwa einen Kilometer langen Abschnitt eine gemeinsame Grenze zum Naturschutzgebiet Wierzchomińskie Bagno (Varchminer Moor), das um den See Czerńsko (Schwarzer See) herum liegt.
Östlich des Naturschutzgebiets, nicht mehr zum Naturschutzgebiet gehörend, liegt das Oberholz mit dem Buchberg (Bukowa), dem Kuhberg (Karwinka), und der Fürstentafel (Warni Las). Weiter östlich, jenseits des Schlingebruchs (Chedhlo) liegt das Heideholz.

## Fauna und Flora
Ziel des Schutzes ist es, die Hochmoore der Ostsee zu erhalten und Torfmoore und deren Ökosysteme aus Sumpf- und Feuchtwäldern mit den Lebensräumen der Sümpfe der Glocken-Heide (Erica tetralix) zu regenerieren.

## Nachweise
1. ↑  Rozporządzenie Nr 21/2005 Wojewody Zachodniopomorskiego z dnia 26 września 2005. 10. Oktober 2005, abgerufen am 5. August 2019.
2. ↑  Zarządzenie Regionalnego Dyrektora Ochrony Środowiska w Szczecinie z dnia 28.08.2018 r. w sprawie rezerwatu przyrody „Warnie Bagno“ (z uzasadnieniem). Abgerufen am 8. Mai 2019.
3. ↑   Arcanum, Europa im 19. Jahrhundert, abgerufen am 22. Juni 2025